# Dactylothyrea indica
Dactylothyrea indica är en tvåvingeart som beskrevs av Cherian 1976. Dactylothyrea indica ingår i släktet Dactylothyrea och familjen fritflugor. Inga underarter finns listade i Catalogue of Life.